# Elitserien i handboll för damer 2000/2001
Elitserien i handboll för damer 2000/2001 spelades som grundserie 1 oktober 2000-9 januari 2001 och vanns av Skuru IK, och som fortsättningsserie 17 januari-8 mars 2001, vilken också vanns av Skuru IK. Skuru IK vann sedan det svenska mästerskapet efter slutspel.

## Sluttabell

### Grundserien
| Nr | Lag                   | Matcher | Vinst | Oavgjort | Förlust | +/-     | Poäng |
| -- | --------------------- | ------- | ----- | -------- | ------- | ------- | ----- |
| 1  | Skuru IK              | 16      | 15    | 0        | 1       | 458-260 | 30    |
| 2  | IK Sävehof            | 16      | 14    | 0        | 2       | 418-288 | 28    |
| 3  | Team Skåne EIK        | 16      | 12    | 0        | 4       | 397-318 | 24    |
| 4  | Skövde HF             | 16      | 9     | 2        | 5       | 323-315 | 20    |
| 5  | Irsta Västerås        | 16      | 9     | 1        | 6       | 370-350 | 19    |
| 6  | Stockholmspolisens IF | 16      | 8     | 0        | 8       | 315-357 | 16    |
| 7  | Spårvägens HF         | 16      | 5     | 4        | 7       | 330-342 | 14    |
| 8  | Sävsjö HK             | 16      | 5     | 2        | 9       | 319-356 | 12    |
| 9  | Skånela IF            | 16      | 5     | 0        | 11      | 304-355 | 10    |
| 10 | HP Warta              | 16      | 4     | 1        | 11      | 320-364 | 9     |
| 11 | Kvinnliga IK Sport    | 16      | 4     | 0        | 12      | 291-391 | 8     |
| 12 | Kävlinge HK           | 16      | 1     | 0        | 15      | 275-424 | 2     |

### Fortsättningsserien
| Nr | Lag                   | Matcher | Vinst | Oavgjort | Förlust | +/-     | Poäng |
| -- | --------------------- | ------- | ----- | -------- | ------- | ------- | ----- |
| 1  | Skuru IK              | 30      | 28    | 0        | 2       | 832-499 | 56    |
| 2  | IK Sävehof            | 30      | 26    | 0        | 4       | 738-536 | 52    |
| 3  | Team Skåne EIK        | 30      | 23    | 0        | 7       | 699-580 | 46    |
| 4  | Stockholmspolisens IF | 30      | 15    | 0        | 15      | 591-646 | 38    |
| 5  | Spårvägens HF         | 30      | 11    | 5        | 14      | 602-606 | 27    |
| 6  | Irsta Västerås        | 30      | 12    | 2        | 16      | 658-674 | 26    |
| 7  | Skövde HF             | 30      | 10    | 3        | 17      | 589-637 | 23    |
| 8  | Sävsjö HK             | 30      | 6     | 3        | 21      | 538-709 | 15    |

## Slutspel om svenska mästerskapet

### Åttondelsfinaler: bäst av två
- 22 mars 2001: Skånela IF-Sävsjö HK 30-16
- 23 mars 2001: HP Warta-Skövde HF 26-27

- 25 mars 2001: Skövde HF-HP Warta 26-24 (Skövde HF vidare)
- 25 mars 2001: Sävsjö HF-Skånela IF 21-22 (Skånela IF vidare)

### Kvartsfinaler: bäst av tre
- 27 mars 2001: Skuru IK-Skånela IF 24-18
- 27 mars 2001: IK Sävehof-Skövde HF 26-16
- 27 mars 2001: Team Skåne EIF-Irsta Västerås 24-11
- 27 mars 2001: Stockholmspolisens IF-Spårvägens HF 17-18

- 30 mars 2001: Skövde HF-IK Sävehof 15-25 (IK Sävehof vidare med 2-0 i matcher)
- 30 mars 2001: Irsta Västerås-Team Skåne EIK 22-29 (Team Skåne EIK vidare med 2-0 i matcher)
- 30 mars 2001: Spårvägens HF-Stockholmspolisens IF 16-18
- 30 mars 2001: Skånela IF-Skuru IK 11-32 (Skuru IK vidare med 2-0 i matcher)

- 1 april 2001: Stockholmspolisens IF-Spårvägens HF 15-19 (Spårvägens HF vidare med 2-1 i matcher)

### Semifinaler: bäst av tre
- 3 april 2001: Skuru IK-Spårvägens HF 33-12
- 3 april 2001: IK Sävehof-Team Skåne EIF 25-19

- 6 april 2001: Spårvägens HF-Skuru IK 8-27 (Skuru IK vidare med 2-0 i matcher)
- 6 april 2001: Team Skåne EIF-IK Sävehof 17-20 (IK Sävehof vidare med 2-0 i matcher)

### Finaler: bäst av fem
- 18 april 2001: Skuru IK-IK Sävehof 24-21
- 20 april 2001: IK Sävehof-Skuru IK 16-21
- 22 april 2001: Skuru IK-IK Sävehof 17-14 (Skuru IK svenska mästarinnor med 3-0 i matcher)

## Skytteligan
- Li Ekroth, Stockholmpolisens IF - 29 matcher, 186 mål[1]

### Fotnoter
1. ↑  ”Skyttedrottningar 1984–2012”. Svenska Handbollsförbundet. 2011 – 2012. Arkiverad från originalet den 21 april 2013. https://web.archive.org/web/20130421230635/http://www.svenskhandboll.se/ImageVaultFiles/id_2945/cf_31/Elit_Damer_Skyttedrottningar.PDF. Läst 29 juni 2014.